# Maurice Ellabert
Maurice Ellabert, pseudonyme de Jacques Balleret, né à Bar-sur-Aube le 2 juin 1916 et mort le 23 janvier 2009 à Eaubonne, est un écrivain français et un auteur de roman policier.

## Biographie
Après des études supérieures en agriculture qu'il ne termine pas pour des raisons de santé, il collabore à l'administration d'un journal technique de radio jusqu'au début de la Seconde Guerre mondiale. Après le conflit, il entre au centre national de la cinématographie.
Il amorce sa carrière littéraire en adoptant le pseudonyme Maurice Ellabert pour publier en 1957 de La Curée, un roman de mœurs qui se déroule dans la grande bourgeoisie de Lyon et les milieux du cinéma. Il donne ensuite deux romans policiers salués par la critique : Pièges autour d'une tombe, lauréat du grand prix Pierre-Nord 1963 et qui connaîtra une traduction en espagnol, et Le Provocateur, qui remporte le prix du roman d'aventures 1967.
Il a également signé plusieurs nouvelles pour des hebdomadaires et, en 1994, un roman sur l'Occupation intitulé Rendez-vous au sud de la Loire.

## Œuvre

### Romans
- La Curée, Paris, Buchet-Chastel, 1957 ; réédition, Bruxelles, Club International du Livre, 1958
- Rendez-vous au sud de la Loire, Paris, Buchet-Chastel, 1994

### Romans policiers
- Pièges autour d'une tombe, Paris, Fayard, L'Aventure criminelle no 149, 1963
- Le Provocateur, Paris, Librairie des Champs-Élysées, Le Masque no 970, 1967 ; réédition, Paris, Librairie des Champs-Élysées, Le Club des Masques no 136, 1972

## Prix et récompenses
- Grand prix Pierre-Nord 1963 décerné à Pièges autour d'une tombe.
- Prix du roman d'aventures 1967 décerné à Le Provocateur.

## Référence
1. ↑  Avis de décès

### Sources bibliographiques
- Jacques Baudou et Jean-Jacques Schleret, Le Vrai Visage du Masque, vol. 1, Paris, Futuropolis, 1984, 476 p. (OCLC 311506692), p. 174.